# Llorts
Llorts (prononcé /ˈʎɔrts/) est l'un des huit villages ainsi que l'un des cinq quarts, de la paroisse d'Ordino en Andorre qui comptait 175 habitants en 2017.

## Toponymie
Le toponyme Llorts comme d'autres dans la vallée est d'origine pré-romane bascoïde,. Le linguiste catalan Joan Coromines propose à ce toponyme la racine lurte (« avalanches de pierres ») également retrouvée en basque et en aragonais avec la même signification,,. En ce sens, Coromines rapproche Llorts d'un autre toponyme andorran construit sur la même racine : le Pic de l’Hortell dans la paroisse d'Ordino.
Les formes toponymiques anciennes suivantes sont attestées : Lorc (en 1176), Lorz (en 1231 et 1364), Lorez (en 1394), Lortz (en 1405 et 1470), Lorts (en 1407 et 1410), Lorç (en 1448), Lors (en 1482, 1489 et 1499).

## Géographie

### Localisation
Le village de Llorts se trouve dans la paroisse d'Ordino, au sein de la vallée de la Valira del Nord, entre les villages d'Arans au sud et d'El Serrat au nord. Llorts est accessible par la route CG-3 reliant Ordino à la station de sports d'hiver d'Arcalís et se trouve à une quinzaine de kilomètres de la capitale Andorre-la-Vieille.

### Topographie et géologie
Le village est construit à une altitude de 1 413 m sur la rive droite de la Valira del Nord , au niveau du confluent entre cette dernière et deux de ses affluents, le riu de l'Angonella (rive droite) et le riu d'Ensegur (rive gauche). Le riu de l'Angonella forme au niveau de son abouchement un cône de déjection. Il en résulte que le village est essentiellement bâti sur des dépôts sédimentaires. Le socle rocheux y est quant à lui constitué de schiste noir du silurien de par la localisation du village sur la lisière nord du synclinal de Tor-Casamanya,.
La vallée de l'Angonella s'ouvre à l'ouest,. Il s'agit d'un site de randonnée abritant notamment le refuge de l'Angonella et les estanys de l'Angonella. Le GRP, sentier de grande randonnée formant une boucle s'étendant sur environ 120 km, passe par le village de Llorts.

### Climat
| Mois                              | jan. | fév. | mars | avril | mai   | juin | jui. | août | sep. | oct. | nov. | déc. | année |
| --------------------------------- | ---- | ---- | ---- | ----- | ----- | ---- | ---- | ---- | ---- | ---- | ---- | ---- | ----- |
| Température minimale moyenne (°C) | −3,1 | −3,1 | −1,1 | 0,8   | 4,4   | 8    | 10,3 | 10,2 | 7,3  | 4,3  | 0,2  | −2,1 | 3,1   |
| Température moyenne (°C)          | 1,4  | 2    | 4,5  | 5,7   | 9,6   | 13,6 | 16,5 | 16,3 | 13   | 9,2  | 4,8  | 2,3  | 8,2   |
| Température maximale moyenne (°C) | 6,1  | 7,2  | 10,2 | 10,8  | 14,7  | 19,2 | 22,7 | 22,6 | 19,3 | 14,7 | 9,7  | 6,7  | 13,7  |
| Précipitations (mm)               | 71   | 42,5 | 55,5 | 91,1  | 105,4 | 94,1 | 69,2 | 84,7 | 87,5 | 88,8 | 95,8 | 80,6 | 966,3 |

## Patrimoine
- Près du village se trouve l'ancienne mine de Llorts d'où était extrait au XIXe siècle du minerai de fer[6], transformé ensuite dans les forges de la paroisse[17]. La mine consiste aujourd'hui en une galerie longue d'une trentaine de mètres ouverte aux touristes[18]. Llorts est de plus situé sur la route du fer d'Andorre[19].
- L'église Sant Serni de Llorts est située dans le village[20]. Construite au XVIIe siècle et de plan rectangulaire, elle se distingue par son clocher-mur ainsi que son retable baroque[20],[21].
- Le pont d'Ordino est un pont roman enjambant la Valira del Nord situé 1 500 m au nord du village de Llorts[9].

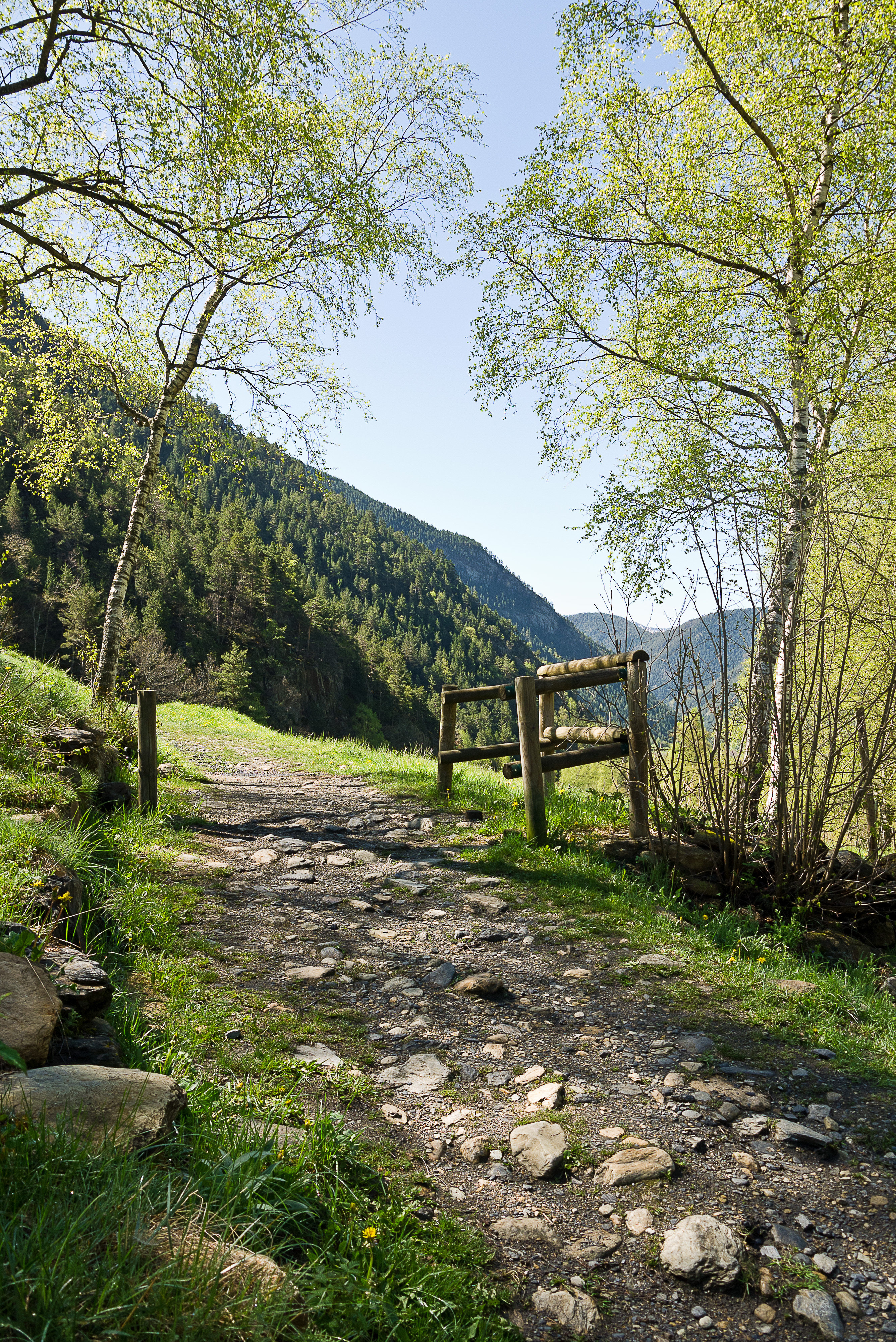
Camí de l'Obac
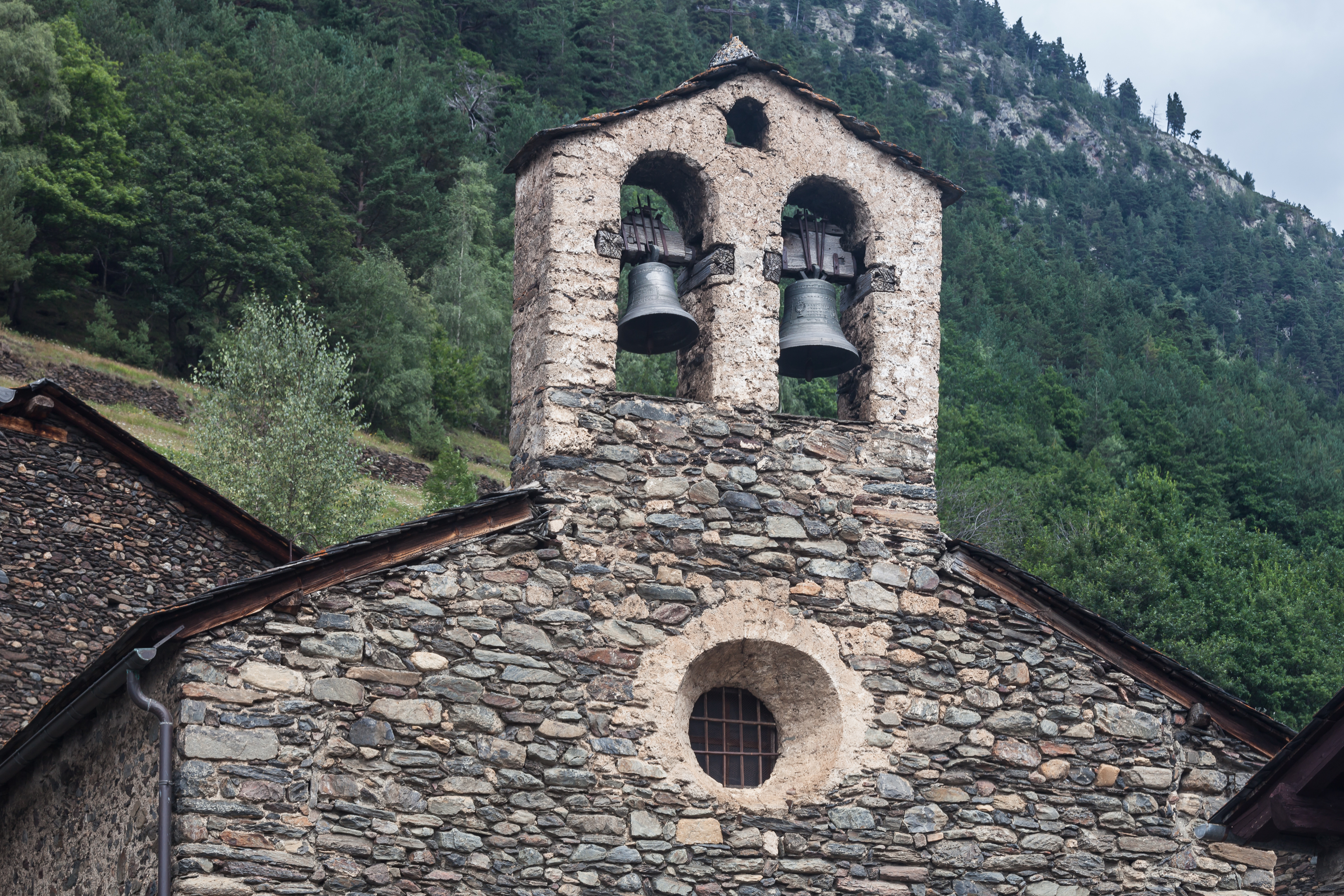
Sant Serní de Llorts
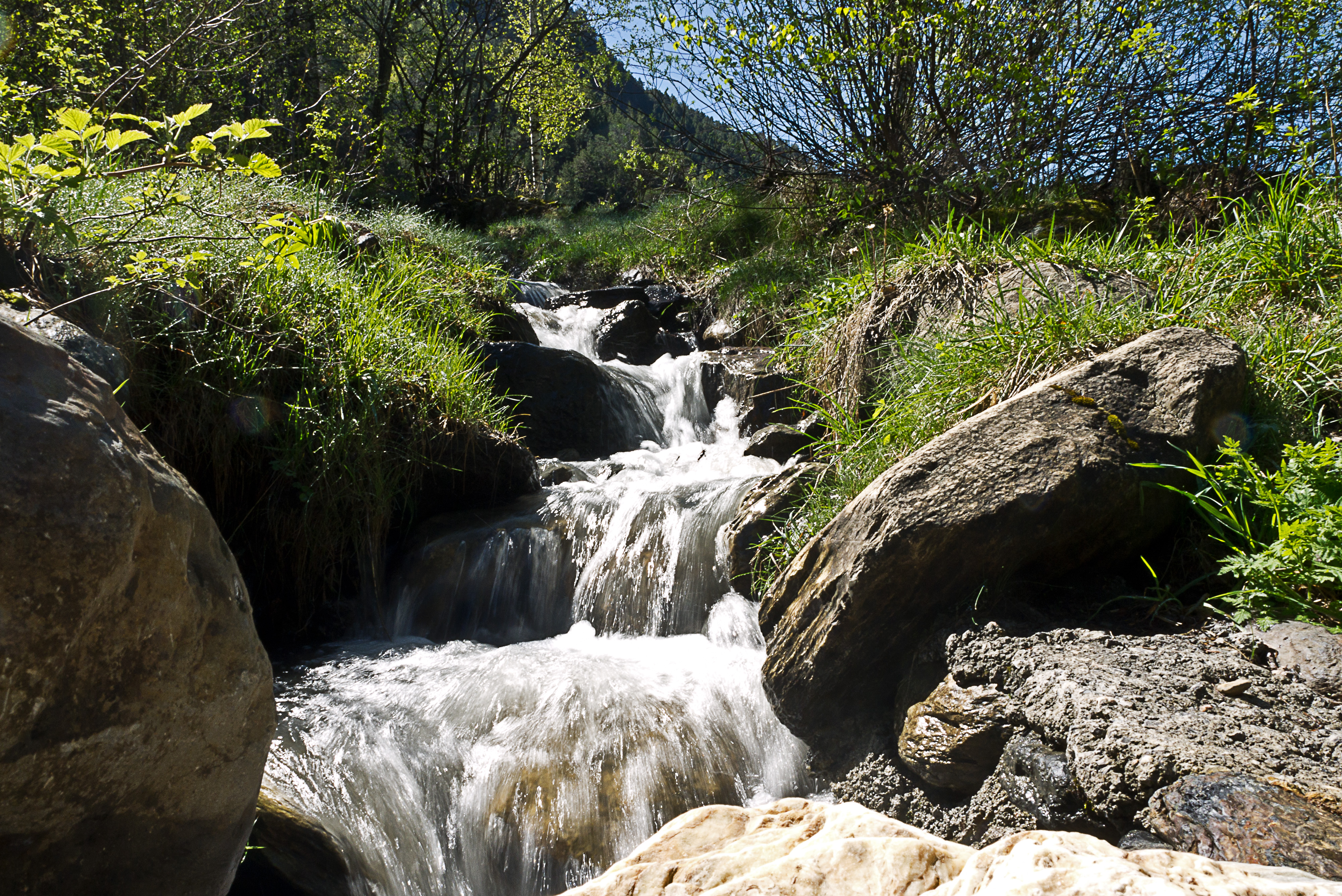
Riu de l'Ensegur

## Démographie
La population de Llorts était estimée en 1838 à 80 habitants et à 90 habitants en 1875.

### Époque contemporaine
| 1984 | 1985 | 1986 | 1987 | 1988 | 1989 | 1990 | 1991 | 1992 |
| ---- | ---- | ---- | ---- | ---- | ---- | ---- | ---- | ---- |
| 81   | 91   | 103  | 99   | 100  | 99   | 100  | 107  | 104  |

| 1993 | 1994 | 1995 | 1996 | 1997 | 1998 | 1999 | 2000 | 2001 |
| ---- | ---- | ---- | ---- | ---- | ---- | ---- | ---- | ---- |
| 122  | 103  | 111  | 126  | 121  | 121  | 118  | 126  | 125  |

| 2002 | 2003 | 2004 | 2005 | 2006 | 2007 | 2008 | 2009 | 2010 |
| ---- | ---- | ---- | ---- | ---- | ---- | ---- | ---- | ---- |
| 113  | 129  | 139  | 140  | 143  | 157  | 147  | 145  | 163  |

| 2011 | 2012 | 2013 | 2014 | 2015 | 2016 | 2017 | - | - |
| ---- | ---- | ---- | ---- | ---- | ---- | ---- | - | - |
| 155  | 154  | 168  | 181  | 162  | 175  | 175  | - | - |